# Віллі Вонка і шоколадна фабрика
«Віллі Вонка і шоколадна фабрика» — фентезійний сімейний фільм-мюзикл 1971 року режисера Мела Стюарта. Виконавцем головної ролі став Джин Вайлдер. Фільм являється кіноадаптацією дитячого роману Роальда Дала «Чарлі і шоколадна фабрика» 1964 року. 
Фільм розповідає про Чарлі Бакета — хлопчика з бідної сім'ї, який знайшов у шоколадній плитці один із п'яти золотих квитків — запрошення на шоколадну фабрику Віллі Вонки, якого вважають генієм з виробництва солодощів. Чарлі потрапляє на дивовижну екскурсію фабрикою разом із чотирма іншими дітьми з різних куточків світу. 
Зйомки тривали з серпня по листопад 1970 року в Мюнхені. Авторство сценарію приписують Роальду Далу, проте, без зазначення імені режисера, було запрошено Девіда Зельцера, який переписав сценарій. Усупереч бажанню Дала, до сюжету внесли зміни, а деякі режисерські рішення призвели до того, що письменник відмовився від фільму. Музичні номери створили Леслі Брікусс та Ентоні Ньюлі, тоді як оркестрову партитуру аранжував та диригував Волтер Шарф.

## Сюжет
Чарлі Бакет — хлопчик-листоноша з бідної сім'ї, який дуже любить шоколад.
Одного разу, повертаючись додому, Чарлі проходить повз шоколадну фабрику Віллі Вонки — легендарного кондитера, шоколад якого вважають найкращим в усьому світі. Біля воріт він чує від лудильника, що ніхто ніколи не заходить і не виходить звідти.
Прийшовши додому до матері та прикутих до ліжка бабусі й дідуся, Чарлі ввечері слухає розповідь дідуся Джо. Той пояснює, що кілька років тому Вонка був змушений закрити фабрику через промислове шпигунство: конкуренти наймали його працівників, щоб викрасти секретні рецепти. Пізніше фабрика знову запрацювала, але ворота залишилися зачиненими. Колишні робітники так і не повернулися, і ніхто не знав, хто тепер виробляє шоколад.
Згодом Вонка оголосив усьому світу, що сховав п’ять золотих квитків у плитках свого шоколаду. Кожен, хто знайде квиток, отримає екскурсію на фабрику та довічний запас солодощів.
Перші чотири квитки знаходять: німецький хлопчик-ненажера Авґустус Ґлуп, розпещена донька багатого бізнесмена Верука Салт, вперта дівчинка Віолетта Бореґард, яка постійно жує жуйку, та одержимий телевізором хлопчик Майк Тіві. Чарлі дуже хоче побувати на шоколадній фабриці, однак втрачає надію, коли в новинах повідомляють, що останній золотий квиток знайшов мільйонер із Парагваю. 
Наступного дня, повертаючись зі школи, він знаходить 10 доларів і купує плитку шоколаду для дідуся Джо. Дорогою додому Чарлі дізнається, що квиток мільйонера виявився підробкою. Розгорнувши шоколад, хлопчик знаходить справжній п’ятий золотий квиток. Він радісно мчить додому, але по дорозі зустрічає таємничого незнайомця, який представляється Артуром Слаґвортом, власником іншої шоколадної фабрики, названої його іменем. Він пропонує Чарлі велику грошову винагороду за принесення Нескінченної Пащезаглушки – найновішого винаходу геніального Віллі Вонки.
Вдома Чарлі показує квиток родині та пропонує дідусеві Джо відвідати фабрику разом, і той радісно вистрибує з ліжка — вперше за двадцять років. 
Вранці Вонка зустрічає дітей з батьками біля вхідних воріт фабрики й запрошує їх всередину, вимагаючи підписати контракт перед екскурсією. Усередині відвідувачі зустрічають працівників Вонки — маленьких людиноподібних істот з помаранчевою шкірою, зеленим волоссям і білими бровами, які звуться Умпа-Лумпами. 
Піддаючись спокусам і ігноруючи застереження Вонки, на кожному етапі екскурсії через різні інциденти вибуває одна дитина: Авґустуса засмоктує труба після падіння в Шоколадну річку; Віолетта, спробувавши експериментальну жуйку, розпухає та перетворюється на гігантську чорницю; Верука провалюється в сміттєпровід; Майк зменшується через неправильне використання телепорту. Кожну історію супроводжує повчальна пісня Умпа-Лумп.
Залишились лише Чарлі та дідусь Джо. Вони заходять у кімнату Шипучих Підйомних Напоїв і, піддавшись цікавості, куштують їх. Однак дія напоїв піднімає їх у повітря і наближає їх занадто близько до великого вентилятора, але завдяки відрижці їм вдається безпечно опуститися назад, уникнувши небезпеки.
Після завершення екскурсії Вонка відмовляє Чарлі та дідусеві Джо в призі, назвавши вживання шипучих напоїв порушенням контракту. Роздратований дідусь Джо закликає онука помститися Вонці, віддавши Слаґвортові Пащезаглушку, але Чарлі вирішує повернути цукерку Вонці. Несподівано кондитер оголошує Чарлі переможцем конкурсу і розкриває свій справжній задум: насправді Слаґворт — не конкурент, а працівник фабрики Віллі Вонки і його пропозиція була випробуванням на чесність. 
Після цього Чарлі, Дідусь Джо та Вонка пролітають над містом у «Вонкаваторі» — скляному ліфті, що рухається у різні напрямки. Кондитер пояснює, що він створив це випробування з метою знайти гідного наступника, і зрештою запрошує Чарлі та його родину жити на його шоколадній фабриці.